# Lycée français Victor Hugo
Das Lycée français Victor Hugo (LFVH) ist eine französische Auslandsschule in Frankfurt am Main unter Trägerschaft des französischen Staates. Die Schule befindet sich im Frankfurter Stadtteil Praunheim und wird von 1000 Schülern besucht. Sie ist nach dem  französischen Schriftsteller Victor Hugo benannt.

## Geschichte
Die Schule wurde offiziell im Jahr 2000 eröffnet, die Geschichte französischsprachigen Unterrichts in Frankfurt geht aber bis auf das Jahr 1949 zurück, als ein Elternverein auf Eigeninitiative Unterricht für französische Kinder in Frankfurt anbot. Im Jahr 2000 wurde diese Schule vom französischen Staat übernommen und ausgebaut.

## Struktur
Die Schule führt sowohl die Primarstufe als auch die Sekundarstufe, unterrichtet wird grundsätzlich nach dem Lehrplan französischer Schulen. Die Schule ist seit 2007 (Primarstufe) bzw. 2012 (Sekundarstufe) als Ersatzschule staatlich anerkannt. Neben dem französischen Baccalauréat bietet die Schule auch einen bilingualen Zweig Französisch-Deutsch an, der zum AbiBac führt. Als Fremdsprachen werden Deutsch, Englisch, Spanisch und Latein angeboten. Wie in Frankreich üblich, handelt es sich bei der Schule um eine gebundene Ganztagsschule.